# Афанасьевский сельский округ (Московская область)
Афанасьевский сельский округ — упразднённая административно-территориальная единица, существовавшая на территории Наро-Фоминского района Московской области в 1994—2006 годах.
Афанасьевский сельсовет был образован в первые годы советской власти. По данным 1919 года он входил в состав Вышегородской волости Верейского уезда Московской губернии.
27 февраля 1922 года в связи с упразднением Верейского уезда Вышегородская волость была передана в Можайский уезд.
В 1927 году из Афанасьевского с/с был выделен Кузьминский с/с.
В 1926 году Афанасьевский с/с включал деревни Афанасьево, Кузьминское, Пафнутовка, Тимофеево, а также одну артель.
В 1929 году Афанасьевский сельсовет вошёл в состав Верейского района Московского округа Московской области. При этом к нему был присоединён Ковригинский с/с.
17 июня 1939 года к Афанасьевскому с/с был присоединён Кузьминский с/с (селения Деденево, Кузьминское и Пафнутовка).
14 июня 1954 года к Афанасьевскому с/с были присоединены Волченковский и Ивковский сельсоветы.
3 июня 1959 года Верейский район был упразднён и Афанасьевский с/с вошёл в Наро-Фоминский район.
29 августа 1959 года к Афанасьевскому с/с были присоединены селения Верховье, Коровино, Секирино, Спасское, Татищево и Устье упразднённого Клинского с/с. Одновременно из Афанасьевского с/с Вышегородский сельсовет были переданы селения Васильево, Ивково, Колодези, Серенское и Сотниково. Из Вышегородского с/с в Афанасьевский были переданы селения Ахматово, Воскресенки, Ефаново, Лапино, Ревякино и Телешово.
30 декабря 1962 года Наро-Фоминский район был упразднён и Афанасьевский с/с вошёл в Можайский сельский район. 11 января 1965 года Афанасьевский с/с был возвращён в восстановленный Наро-Фоминский район.
4 апреля 1973 года из Веселёвского с/с в Афанасьевский были переданы селения Васильево, Ивково, Колодези, Серенское и Сотниково. Одновременно из Афанасьевского с/с в Симбуховский был передан посёлок Пионерский.
30 мая 1978 года в Афанасьевском с/с было упразднено селение Деденево.
3 февраля 1994 года Афанасьевский с/с был преобразован в Афанасьевский сельский округ.
В ходе муниципальной реформы 2004—2005 годов Афанасьевский сельский округ прекратил своё существование как муниципальная единица. При этом все его населённые пункты были переданы в сельское поселение Волчёнковское (кроме деревни Загряжское, переданной в городское поселение Верея).
29 ноября 2006 года Афанасьевский сельский округ исключён из учётных данных административно-территориальных и территориальных единиц Московской области.